# Вест-Маршленд (Вісконсин)
Вест-Маршленд (англ. West Marshland) — місто (англ. town) в США, в окрузі Бернетт штату Вісконсин. Населення — 400 осіб (2020).

## Демографія
Згідно з переписом 2010 року, у місті мешкало 367 осіб у 151 домогосподарстві у складі 103 родин. Було 294 помешкання
Расовий склад населення:
| - 91,6 % — білих - 2,2 % — корінних американців - 1,6 % — чорних або афроамериканців - 0,5 % — азіатів |

До двох чи більше рас належало 4,1 %. Частка іспаномовних становила 0,8 % від усіх жителів.
За віковим діапазоном населення розподілялося таким чином: 24,3 % — особи молодші 18 років, 65,6 % — особи у віці 18—64 років, 10,1 % — особи у віці 65 років та старші. Медіана віку мешканця становила 43,6 року. На 100 осіб жіночої статі у місті припадало 123,8 чоловіків;  на 100 жінок у віці від 18 років та старших — 118,9 чоловіків також старших 18 років.
Середній дохід на одне домашнє господарство  становив 56 436 доларів США (медіана — 50 417), а середній дохід на одну сім'ю — 63 299 доларів (медіана — 58 333). Медіана доходів становила 45 000 доларів для чоловіків та 27 375 доларів для жінок. За межею бідності перебувало 11,9 % осіб, у тому числі 18,1 % дітей у віці до 18 років та 12,5 % осіб у віці 65 років та старших.
Цивільне працевлаштоване населення становило 162 особи. Основні галузі зайнятості: виробництво — 24,7 %, роздрібна торгівля — 17,9 %, освіта, охорона здоров'я та соціальна допомога — 15,4 %.